# Куранти Великої лаврської дзвіниці

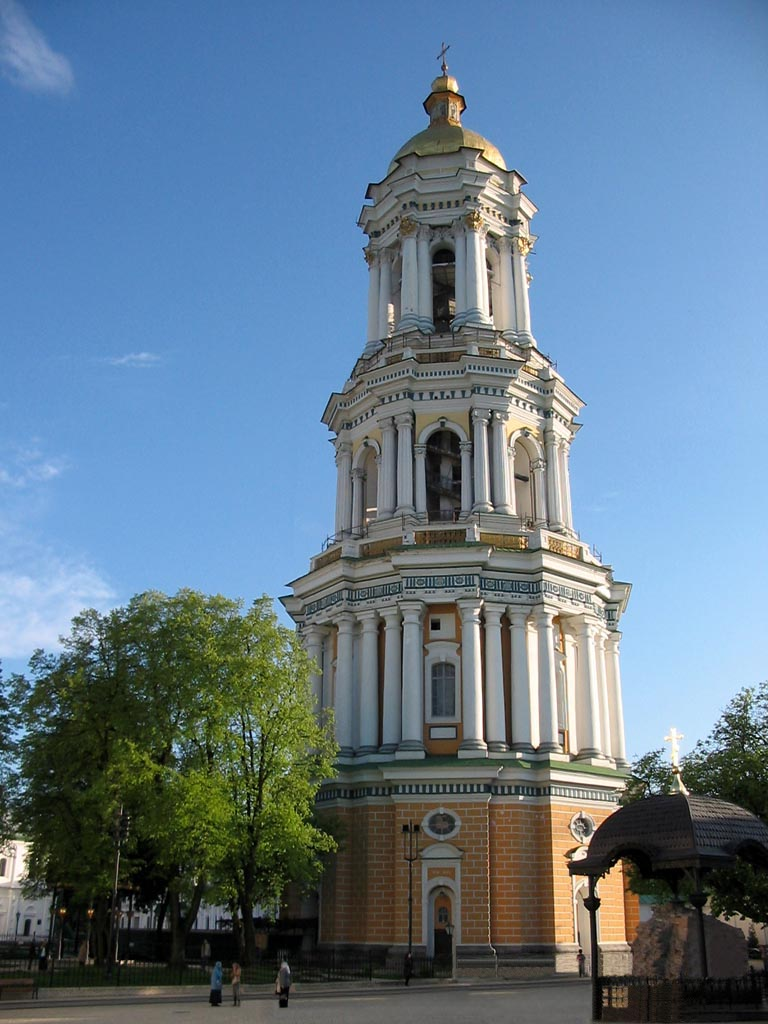

Перший годинник-куранти був встановлений на Великій дзвіниці 1744 р. Його встановив годиниковий майстер Павло Чернявський. Але годинник пропрацював лише 14 років. В 1758 році його замінили новим, який виконав Адам Левинський. Відпрацювавши три десятиліття годинник Левинського зіпсувався і став. Нові, вже треті куранти встановили у 1788 р. (майстер Іван Кобилін). На початку 20 ст. монастирська комісія оглянула їх і доповіла Духовному Собору, що годинник «до того застарів та стерся в усіх частинах свого механізму, що нема більше можливості для починки його». Печерський монастир почав пошуки годинникової майстерні і невдовзі звернувся до фірми А. О. Енодіна. Майстерня баштових годинників з дзвонами московського годинникових справ майстра Андрія Олександровича Енодіна була на той час добре відома. У 1885 р. його фірма отримала золоту медаль «За працелюбство і мистецтво» на всеросійській промисловій виставці, яка відбулася в Санкт-Петербурзі. До 1902 р. майстерня А. Енодіна виготовила і встановила понад 600 годинників в багатьох містах і селах Росії. Передзвін енодівських курантів линув над Москвою та Рильськом, Юхновим та Новим Єрусалимом, над святою Афонською горою та Павлівським Посадом.
Для укладання договору в Київ приїхав компаньйон Енодіна Йоган Густавич Соре, який і уклав контракт з монастирем 17 січня 1903 р. За домовленістю годинник мав бути без циферблата та стрілок, заводитися раз на тиждень у три заводи, кожні чверть години відбивати мелодію у вісім дзвонів і щогодини — годинний бій. Енодін відзначав, що годинник буде маятниковим, а всі частини його — металевими. Виготовляти нові дзвони до годинника монастир вважав зайвим і запропонував використати дзвони, що лишилися від старих курантів: вісім малих і великий годинний, вагою 150 пудів, відлитий у 1743 р. Монастир погодився придбати годинник за 4,5 тисячі карбованців. Контрактом був обумовлений і термін виконання робіт: влітку 1903 р. перевезти годинник з Москви до Києва, а постановку його на Велику лаврську дзвіницю завершити до 1 липня того ж року.
Все було зроблено за чотири місяці і на початку червня годинник залізницею прибув до Києва. Перевіривши його роботу, монастир лишився задоволеним. Але підйом механізму на дзвіницю відкладався. Причиною тому були роботи по спорудженню спеціального майданчика на четвертому ярусі, де планувалося встановити куранти.
Тоді монастир несподівано підняв питання про встановлення до годинника чотирьох циферблатів діаметром 2,5 м. Енодін дав свою згоду і повідомив, що циферблати будуть чорного кольору з золоченими стрілками та цифрами. Такий зовнішній вигляд не влаштував замовника. Розглянувши питання на Духовному Соборі, монастир вирішив відмовитися від циферблатів, які будуть «псувати класичний стиль архітектури дзвіниці…, і нічого спільного не мають з художніми її деталями».
Спорудження на дзвіниці майданчика для годинника почали влітку і планували завершити за місяць. Але з різних причин будівельні роботи затяглися до кінця жовтня. Нарешті, 13 грудня 1903 р. повірений А. Енодіна Й. Соре, який керував встановленням, налагодженням та пуском годинника, доповідав керівництву Печерської лаври: «сього 13 грудня (годинник) остаточно встановлено на приготованому для нього на дзвіниці місті та пущено в хід». Утворена Духовним Собором монастирська комісія перевірила роботу механізму і дала свої висновки, де зокрема зазначалося: «цей годинник за конструкцією своєю надійно зроблений…, тепер у всіх частинах старанно зібраний, встановлений на місце, пущений в хід… Бій годин відбувається звучно, а чверті відбиваються рівномірно та благозвучно…».
А. Енодін гарантував роботу годинника протягом 15 років, а в разі його поломки обіцяв безкоштовно відремонтувати. На всяк випадок лавра утримувала частину грошей, призначених майстру, як гарантію якості. Куранти ставали лише раз - тоді, коли було підірвано будівлю Собору неподалік, під час Другої Світової Війни. Працюють куранти і по наш час.